# Молчановский, Андрей Петрович
Андрей Петрович Молчановский (род. 21 сентября 1971 года, Одесса, УССР, СССР) — российский скульптор, член-корреспондент Российской академии художеств (2019).

## Биография
Родился 21 сентября 1971 года в Одессе, живёт и работает в Москве.
В 1992 году — окончил отделение скульптуры Одесского художественного училища имени М. Б. Грекова, в 1999 году — окончил Санкт-Петербургскую государственную художественно-промышленную академию имени А. Л. Штиглица, по мастерской профессора А. Г. Демы, в 2002 году — аспирантура там же.
С 2001 года — член Московского Союза художников, с 2013 года — член Союза художников России.
В 2019 году — избран членом-корреспондентом Российской академии художеств от Отделения скульптуры.
С 2020 года — доцент факультета декоративно-прикладного искусства Московского государственного института культуры.

## Творческая деятельность
Основные монументальные произведения:
- памятники: основателю храма Вознесение Господне в Санкт-Петербурге, купцу А. И. Полотнову (2018, Санкт-Петербург);
- мемориальные памятники: маршалу Советского Союза Д.Сухорукову (2005, Москва Троекуровский некрополь), генералу С. Подколзину (2006, Москва Троекуровский некрополь);
- монументальные скульптурные композиции: «Серафим и Андрей — ловцы человеческих душ» (2002, г. Ереван), «Оберег» (2010, г. Заречный Пензенской области), «Жертвоприношение» (2011, г. Озерск, Челябинской области), «Стременная» (2013, г. Шахты Ростовской области), «Северный ветер» (2014, г. Никольск, Пензенской области).

Основные станковые произведения:
- композиции: «Парадный портрет госпожи Гибель» (2015, оптическое стекло), «Прогулка по Чёрному морю» (2012, оптическое стекло), «Летнее впечатление» (2012), «Королева ветра» (2016,бронза), «Ангел — хранитель» (2016, бронза), «Личность планетарного масштаба» (2020, оптическое стекло).

С 1991 года — участник московских, всероссийских, всесоюзных, зарубежных и международных выставок.
Станковые произведения представлены в музейных собраниях и частных коллекциях в России и за рубежом.